# Dmytro Parfenov
Dmytro Volodymyrovych Parfenov (também grafado como Parfyonov) - em ucraniano, Дмитро Володимирович Парфьонов (Odessa, 11 de setembro de 1974) é um ex-futebolista e treinador de futebol ucraniano que atuava como lateral-direito ou zagueiro. Atualmente, é técnico do Arsenal Tula.
Nos tempos de União Soviética, seu nome era russificado como Dmitry Vladimirovich Parfenov (em russo, Дмитрий Владимирович Парфёнов).

## Carreira de jogador
Profissionalizou-se em 1991, no Chornomorets Odessa, clube de sua cidade natal. Jogou 167 partidas e fez 10 gols, vencendo a Copa da Ucrânia em 1992 e 1993–94. Em 1997 foi para o Dnipro, atuando em 13 partidas e fazendo 3 gols.
Foi na Rússia que Parfenov jogou o restante de sua carreira, com destaque para sua passagem de 7 anos pelo Spartak Moscou, onde foi tetracampeão nacional e venceu a Copa da Rússia em 1998. Após 125 partidas e 10 gols com a camisa dos Krasno-belye, o zagueiro foi para o rival Dínamo, porém entrou em campo apenas 3 vezes.
Jogaria também por Khimki, Arsenal Kiev e Saturn, também sem destaque, pendurando as chuteiras em 2012 no Arsenal Tula.

## Carreira de treinador
Pouco depois de sua aposentadoria, virou treinador da seleção Sub-17 da Rússia, onde ficou pouco tempo.
O primeiro trabalho de Parfenov como técnico principal foi também em 2012, no Tekstilshchik Ivanovo. Passou ainda por Tosno e Ural Yekaterinburg, voltando em novembro do mesmo ano para o Arsenal Tula, substituindo Sergey Podpaly.

## Carreira internacional
Em 1991, Parfenov defendeu a seleção Sub-16 da União Soviética, e também jogou pela equipe Sub-21 da Ucrânia entre 1992 e 1995, estreando pelo time principal em setembro de 1996, num amistoso contra a Moldávia.
Esteve próximo de disputar a Eurocopa de 2000 e a Copa de 2002, porém a Ucrânia perdeu a classificação para os dois torneios na repescagem, sendo derrotada respectivamente por Eslovênia e Alemanha. O último de seus 18 jogos pela seleção foi também um amistoso, disputado em março de 2004 contra a Macedônia, que venceu por 1 a 0.

## Títulos
Spartak Moscou
- Primeira Liga Russa: 1998, 1999, 2000 e 2001
- Copa da Rússia: 1998

Chornomorets Odessa
- Copa da Ucrânia: 1992 e 1993–94